# Chaenopsis megalops
Chaenopsis megalops es una especie de pez del género Chaenopsis, familia Chaenopsidae. Fue descrita científicamente por Smith-Vaniz en 2000.
Se distribuye por el Atlántico Centro-Occidental: Colombia. La longitud estándar (SL) es de 10,2 centímetros. Puede alcanzar los 72 metros de profundidad.
Está clasificada como una especie marina inofensiva para el ser humano.